# ديفيد بف (لاعب كرة قدم)
ديفيد بف (بالإنجليزية: David Pugh)‏ (22 يناير 1947 في المملكة المتحدة - ) هو مدرب كرة قدم ولاعب كرة قدم بريطاني في مركز الدفاع. شارك مع منتخب ويلز تحت 21 سنة لكرة القدم. أما مع النوادي، فقد لعب مع نادي بيرتن ألبيون ونادي تشيسترفيلد ونادي روذرهام يونايتد ونادي يورك سيتي ونيوبورت كونتي ونادي سكاربورو ونادي هاليفاكس تاون ونادي جوول ‏.

## وصلات خارجية
- ديفيد بف على موقع قاعدة بيانات كرة القدم.إي يو (الإنجليزية)